# Frontiphantes fulgurenotatus
Genre
Espèce
Synonymes
- Linyphia fulgurenotata Schenkel, 1938

Frontiphantes fulgurenotatus, unique représentant du genre Frontiphantes, est une espèce d'araignées aranéomorphes de la famille des Linyphiidae.

## Distribution
Cette espèce est endémique de l'île de Madère dans l'archipel de même nom au Portugal.

## Publications originales
- Schenkel, 1938 : Die Arthropodenfauna von Madeira nach den Ergebnissen der Reise von Prof. Dr O. Lundblad, Juli-August 1935. Arkiv för Zoologi, vol. 30, p. 1-42.
- Wunderlich, 1987 : Die Spinnen der Kanarischen Inseln und Madeiras: Adaptive Radiation, Biogeographie, Revisionen und Neubeschreibungen. Triops Verlag, Langen, p. 1-435.